# Stichting Leefbare Delta
De Stichting Leefbare Delta was een in 1969 opgericht samenwerkingsverband van 27 organisaties in Zuid-Holland dat ageerde tegen verdere industrialisatie van het Deltagebied, en in het bijzonder Europoort en de Maasvlakte.
Initiatiefnemeer van de stichting was de PSP, voorzitter was de werktuigbouwkundige prof. ir. H. Pouderoyen. Tot de stichting behoorden onder meer natuurorganisaties, recreatieorganisaties en de politieke partijen PSP, PvdA, CPN, SGP en KVP. De stichting was onder meer bekend vanwege de actiegroep die ermee verbonden was, het CAR. Dit comité was federatief van aard en bestond uit enkele autonome CAR-afdelingen in het Rijnmondgebied. Het CAR telde de latere politicus Remi Poppe onder zijn leden.
De stichting en de actiegroep bestempelden de door de overheden aangegeven behoefte aan meer werkgelegenheid als overspannen en betwijfelden de noodzaak van de geplande havenuitbreiding. Ze vreesden bovendien de effecten van verdere industrialisatie voor welzijn, milieuhygiëne en recreatie en bekritiseerden de in hun ogen ondemocratische besluitvorming. Waar de actiegroep uiteenlopende acties organiseerde, beperkte de stichting zich tot lobbyen, overleg en het uitbrengen van documentatiemateriaal. Mede als gevolg van de activiteiten van Stichting Leefbare Delta ging de vestiging van Koninklijke Hoogovens in het Rijnmondgebied niet door.